# Timothy Roe
Timothy Roe (* 28. Oktober 1989 in Glenelg) ist ein ehemaliger australischer Radrennfahrer.

## Sportliche Laufbahn
Timothy Roe begann seine Karriere 2008 bei dem australischen Continental Team Savings & Loans. In seinem ersten Jahr dort gewann er eine Etappe bei der Mersey Valley Tour und konnte so auch die Gesamtwertung für sich entscheiden. Außerdem gewann er ein Teilstück bei der Tour of Gippsland. Im nächsten Jahr wurde er Erster bei einer Etappe und der Gesamtwertung der Tour of the Southern Grampians. Bei der Mersey Valley Tour entschied er dieses Jahr zwei Etappen für sich. Außerdem gewann Roe die siebte Etappe bei der Jelajah Malaysia und wurde auch Erster der Gesamtwertung. 2012 gewann er mit dem BMC Racing Team das Mannschaftszeitfahren des Giro del Trentino. 2017 entschied er eine Etappe des New Zealand Cycle Classic für sich. Im Jahr darauf beendete er seine Radsportlaufbahn, trat aber 2021 nochmals bei der australischen Straßenmeisterschaft an und belegte Platz sieben.

## Erfolge
2009
- Gesamtwertung und eine Etappe Jelajah Malaysia
- zwei Etappen Tour de Korea

2012
- Mannschaftszeitfahren Giro del Trentino

2017
- eine Etappe New Zealand Cycle Classic